# Particuliere oplossing
In de wiskunde, in het bijzonder in de theorie van differentiaalvergelijkingen, wordt een willekeurige oplossing van een differentiaalvergelijking een particuliere oplossing genoemd. De bijhorende gedachte is dat die particuliere oplossing leidt tot het opsporen van de hele oplossingsverzameling, de zogenaamde algemene oplossing. Dat is speciaal het geval bij (niet-homogene) lineaire differentiaalvergelijkingen.

## Achtergrond
Een lineaire differentiaalvergelijking kan geschreven worden als:
{\displaystyle L(f)=g},
met {\displaystyle L} een lineaire operator en {\displaystyle g} een bekende functie. 
Als een oplossing bekend is, de particuliere oplossing {\displaystyle f_{\text{P}}}, kan elke andere oplossing verkregen worden als de som van deze particuliere oplossing en een oplossing {\displaystyle f_{\text{H}}} van de bijbehorende homogene vergelijking
{\displaystyle L(f_{\text{H}})=0}
Er geldt immers:
{\displaystyle L(f_{\text{P}}+f_{\text{H}})=L(f_{\text{P}})+L(f_{\text{H}})=g}
In veel gevallen kunnen alle oplossingen van de homogene vergelijking met standaardmethoden gevonden worden, en hoeft er alleen nog gezocht te worden naar een particuliere oplossing om alle oplossingen te kennen.

## Voorbeeld
Beschouw de lineaire niet-homogene differentiaalvergelijking
{\displaystyle {\frac {\mathrm {d} f}{\mathrm {d} t}}+f(t)=e^{t}}
De bijhorende homogene differentiaalvergelijking luidt
{\displaystyle {\frac {\mathrm {d} f}{\mathrm {d} t}}+f(t)=0}
De algemene oplossing van de homogene vergelijking (d.i. de kern van de differentiaaloperator {\displaystyle D+1}) luidt
{\displaystyle f(t)=Ae^{-t},\quad A\in \mathbb {C} }
Een particuliere oplossing van de oorspronkelijke, niet-homogene vergelijking is
{\displaystyle f(t)={\tfrac {1}{2}}e^{t}}
De algemene oplossing van de niet-homogene vergelijking luidt dus
{\displaystyle f(t)={\tfrac {1}{2}}e^{t}+Ae^{-t},\quad A\in \mathbb {C} }
Voor technieken om particuliere en homogene oplossingen op te sporen verwijzen we naar het artikel over differentiaalvergelijkingen.